# Nhĩ Chu Độ Luật
Nhĩ Chu Độ Luật (chữ Hán: 尒朱度律, ? – 532), không rõ tên tự, người Bắc Tú Dung xuyên , dân tộc Yết đã Tiên Ti hóa, thành viên gia tộc Nhĩ Chu, tướng lãnh, nhà Bắc Ngụy trong lịch sử Trung Quốc.

## Cuộc đời
Độ Luật là em con chú của quyền thần Nhĩ Chu Vinh nhà Bắc Ngụy, tính chất phác ít nói. Ban đầu Độ Luật làm Thống quân, theo Vinh chinh chiến. Đầu thời Hiếu Trang đế, được trừ chức An tây tướng quân, Quang lộc đại phu, phong Nhạc Hương huyện Khai quốc bá. Lại được chuyển làm An bắc tướng quân, Sóc Châu thứ sử, rồi trừ chức Quân Châu thứ sử. Sau đó được gia Tán kỵ thường thị, Hữu vệ tướng quân. Rồi được trừ chức Vệ tướng quân, Tả quang lộc đại phu, kiêm Kinh kỳ đại đô đốc.
Hiếu Trang đế sát hại Nhĩ Chu Vinh (530), Độ Luật cùng Nhĩ Chu Thế Long chạy khỏi kinh thành. Bọn Thế Long lập Trường Quảng vương Nguyên Diệp, Độ Luật được làm Thái úy công, Tứ diện đại đô đốc, phong Thường Sơn vương. Độ Luật cùng Nhĩ Chu Triệu tiến vào Lạc Dương; Triệu về Tấn Dương, lưu Độ Luật trấn thủ kinh sư.
Bọn Thế Long cho rằng Nguyên Diệp là họ hàng xa, muốn phế đi để lập Quảng Lăng vương Nguyên Cung. Độ Luật lại muốn lập Nam Dương vương Nguyên Bảo Cự, nên nói rằng: “Quảng Lăng không nói được, sao làm chúa thiên hạ?” Thế Long bèn sai Nhĩ Chu Ngạn Bá cùng Độ Luật dò xét, khuyên dụ Nguyên Cung, xác nhận ông ta nói được, đưa lên ngôi, tức là Tiết Mẫn đế. Độ Luật được làm Sứ trì tiết, Thị trung, Đại tướng quân, Thái úy, kiêm Thượng thư lệnh, Đông Bắc đạo đại hành đài.
Khi Cao Hoan khởi binh (531), Độ Luật cậy mạnh không xem ra gì. Liên quân họ Nhĩ Chu trúng kế ly gián của Cao Hoan, thất bại ở trận Quảng A. Sau đó, Độ Luật từ chức Đại hành đài, giao lại cho Trưởng Tôn Trĩ.
Liên quân họ Nhĩ Chu lại thất bại ở trận Hàn Lăng (532), Hộc Tư Xuân làm phản, chiếm cứ Hà Kiều. Độ Luật muốn đánh ông ta, gặp lúc mưa lớn, người ngựa mệt mỏi, cung tên không thể sử dụng, bèn chạy về phía tây, đến Lũy Ba Tân thì bị bắt. Xuân bỏ xe tù, gởi Độ Luật cho Cao Hoan. Hoan đưa Độ Luật về Lạc Dương, chém đầu ở chợ.

## Dật sự
Độ Luật dù đang ở trong quân đội nhưng vẫn thu vén tài sản không chán. Sau trận Quảng A, Độ Luật thua chạy, đi qua nơi nào cũng trở thành tai vạ cho trăm họ. Mẹ của Độ Luật là Sơn thị nghe được những việc làm của ông, phẫn nộ đến phát bệnh. Khi Độ Luật đến thăm, Sơn thị nói: “Mày đã nhận ơn nước, lại chẳng khác gì phản loạn, ta làm sao nhẫn tâm trị tội mày đây!?” Nói xong thì mất, ngươi đương thời lấy làm quái dị.